# Чамісал (округ Таос, Нью-Мексико)
Чамісал (англ. Chamisal) — переписна місцевість (CDP) в США, в окрузі Таос штату Нью-Мексико. Населення — 255 осіб (2020).

## Географія
Чамісал розташований за координатами 36°10′21″ пн. ш. 105°44′45″ зх. д. / 36.17250° пн. ш. 105.74583° зх. д. (36.172535, -105.745958).  За даними Бюро перепису населення США в 2010 році переписна місцевість мала площу 4,25 км², уся площа — суходіл.

## Демографія
Згідно з переписом 2010 року, у переписній місцевості мешкало 310 осіб у 136 домогосподарствах у складі 82 родин. Густота населення становила 73 особи/км².  Було 171 помешкання (40/км²).
Расовий склад населення:
| - 50,0 % — білих - 3,2 % — корінних американців - 0,6 % — азіатів - 0,3 % — чорних або афроамериканців - 38,7 % — осіб інших рас |

До двох чи більше рас належало 7,1 %. Частка іспаномовних становила 86,8 % від усіх жителів.
За віковим діапазоном населення розподілялося таким чином: 22,3 % — особи молодші 18 років, 54,5 % — особи у віці 18—64 років, 23,2 % — особи у віці 65 років та старші. Медіана віку мешканця становила 47,0 року. На 100 осіб жіночої статі у переписній місцевості припадало 108,1 чоловіків;  на 100 жінок у віці від 18 років та старших — 106,0 чоловіків також старших 18 років.
Середній дохід на одне домашнє господарство  становив 35 387 доларів США (медіана — 28 611), а середній дохід на одну сім'ю — 42 255 доларів (медіана — 31 250). За межею бідності перебувало 21,8 % осіб, у тому числі 38,7 % дітей у віці до 18 років та 26,7 % осіб у віці 65 років та старших.
Цивільне працевлаштоване населення становило 101 осіб. Основні галузі зайнятості: освіта, охорона здоров'я та соціальна допомога — 28,7 %, науковці, спеціалісти, менеджери — 20,8 %, публічна адміністрація — 17,8 %.